# Рязанская митрополия
Ряза́нская митропо́лия — митрополия Русской православной церкви. Территориальные границы Рязанской митрополии совпадают с административными границами Рязанской области России.
Главой Рязанской митрополии является епархиальный архиерей Рязанской епархии.

## История
В 1669 году с благословения патриархов Иоасафа II Московского, Макария Антиохийского и Паисия Александрийского архиепископ Рязанский Иларион (Яковлев) был возведён в сан митрополита. После этого Рязанскую и Муромскую архиепископию стали называть митрополией. Но по сути это была просто епархия без подчинённых епископий. В 1722 году со смертью Стефана (Явороского) Рязанская епархия утратила утратила статус митрополии.
Митрополия образована решением Священного Синода РПЦ от 5—6 октября 2011 года в соответствии с начавшейся в 2011 году реформой епархиального устройства Русской православной церкви, в результате которой в Московском патриархате, как и во многих других Поместных церквах, будет действовать трехступенчатая система организации епархий: Патриархат — митрополия — епархия.

## Состав митрополии
Включает в себя 3 епархии:

### Касимовская епархия
Территория: Ермишинский, Кадомский, Касимовский, Клепиковский, Пителинский, Сасовский, Чучковский и Шиловский районы Рязанской области.
Правящий архиерей: епископ Исаакий (Иванов).

### Рязанская епархия
Территория: Захаровский, Михайловский, Пронский, Рыбновский, Рязанский, Спасский, Старожиловский районы Рязанской области.
Правящий архиерей: митрополит Марк (Головков).

### Скопинская епархия
Территория: Кораблинский, Милославский, Александро-Невский, Путятинский, Ряжский, Сапожский, Сараевский, Скопинский, Ухоловский и Шацкий районы Рязанской области.
Правящий архиерей: епископ Питирим (Творогов) (с 25 августа 2020 года).

## Глава митрополии
- Павел (Пономарёв) (8 октября 2011 — 25 декабря 2013)
- Вениамин (Зарицкий) (25 декабря 2013 — 22 октября 2015)
- Марк (Головков) (с 22 октября 2015)